# Монтисело (Мисури)
Монтисело (енгл. Monticello) град је у америчкој савезној држави Мисури.

## Демографија
По попису из 2010. године број становника је 98, што је 28 (-22,2%) становника мање него 2000. године.
| Група             | 2000.       | 2010.      |
| Белци             | 124 (98,4%) | 93 (94,9%) |
| Афроамериканци    | 1 (0,8%)    | 1 (1,0%)   |
| Азијати           | 0 (0,0%)    | 0 (0,0%)   |
| Хиспаноамериканци | 0 (0,0%)    | 3 (3,1%)   |
| Укупно            | 126         | 98         |